# 얀 슈체판스키 (권투 선수)
얀 안토니 슈체판스키(폴란드어: Jan Antoni Szczepański, 1939년 11월 20일~2017년 1월 15일)는 폴란드의 권투 선수로 1972년 하계 올림픽 라이트급 부문에서 금메달을 획득했다.

## 생애
슈체판스키는 1939년 11월 20일에 우치주 토마슈프군의 마을인 마웨치에서 태어났다. 젤루프의 기술학교를 다녔으며, 젤루프의 복싱 클럽인 부크니아시 젤루프에 입단하여 헨리크 크라셰프스키에게 권투를 배웠다. 그는 1958년에 폴란드 인민군에 입대했으며, 육군 권투단 소속으로 복무했다. 
그는 1972년 뮌헨에서 열린 1972년 하계 올림픽에서 헝가리의 오르반 라슬로를 누르고 금메달을 획득했다. 이후 1975년에 은퇴했다.